# Naeckte Brouwers
Naeckte Brouwers is een brouwerij afkomstig uit Amstelveen, gevestigd in de Sint-Annakerk.
In 2011 is de brouwerij opgericht door Michel Lagrand en Ab van der Veen. Het eerste brouwhuis werd in 2013 geopend. Sinds 2018 is de brouwerij gevestigd in de Annakerk.

## Bieren
- Feeks, blond, 6%. Winnaar van de Dutch Beer Challenge: Goud (2019), Brons (2018 & 2021).[2][3]

- Naeckte non, Dubbel, 7,5%

- Nimf, Tripel, 8,5%

- Elegast, Quadrupel, 10%. Dutch Beer Challenge: Brons (2020)[4]

- Zonnegloed, Saison, 6,5%